# Comune di Tønder
Il comune di Tønder (in tedesco Tondern) 
è un comune della Danimarca situato nella regione della Danimarca Meridionale al confine con la Germania.
Capoluogo e sede amministrativa è la città omonima.
Il comune è stato riformato in seguito alla riforma amministrativa del 1º gennaio 2007 accorpando i precedenti comuni di Bredebro, Højer, Løgumkloster, Nørre-Rangstrup e Skærbæk. Annualmente in questa località si svolge il Tønder Festival, evento musicale incentrato sul folk.

## Centri abitati
I centri abitati principali del comune sono:
- Tønder (7 564)
- Løgumkloster (3 459)
- Toftlund (3 269)
- Skærbæk (3 227)